# Tepuy Upuigma
Le tepuy Upuigma est une montagne qui culmine à 2 100 mètres d'altitude. Il est situé dans l'État de Bolívar au Venezuela. Il est situé dans le parc national Canaima.